# Ramu jezici
Ramu jezici (privatni kod: ramu),  jedna od tri glavne skupine ramu-donjosepičkih jezika, istale dvije su kambot (1) i donjosepički (Lower Sepik) (6) jezika. Nekada se vodila kao jedna od dviju glavnih skupina papuanskih Sepik-Ramu sa (37) jezika podijeljenih u dvije osnovne podskupine, ramu vlastite i Yuat-Langam. Govore se u Papui Novoj Gvineji. Današnja podijela je.:
a. Grass (4): Abu [ado], Ambakich [aew], Banaro [byz], Gorovu [grq].
b. Middle Ramu (3): Aiome [aki], Anor [anj], Rao [rao].
c. Mikarew (3): Aruamu [msy], Kire [geb], Sepen [spm]
d. Ottilien (5):
d1. Borei (1): Mbore [gai]
d2. Bosmun-Awar (2): Awar [aya], Bosmun [bqs]
d3. Watam (2): Kayan [kct], Marangis [wax]
e. Tamolan (6): Akrukay [afi], Breri [brq], Igana [igg], Inapang [mzu], Kominimung [xoi], Romkun [rmk]
f. Tanggu (4): Andarum [aod], Kanggape [igm], Tanggu [tgu], Tanguat [tbs]
Ethnologue 15th
a) Ramu vlastiti (28) Papua Nova Gvineja:
a1. Annaberg (3) :
a. Aian (2) :aiome, anor.
b. Rao (1) :rao.
a2. Arafundi (1) :arafundi. Danas samostalna porodica
a3. Goam (11) :
a. Ataitan (4) :andarum, kanggape, tanggu, tanguat.
b. Tamolan (6; prije 7) :akrukay, breri, igana, inapang, kominimung, romkun; izgubio status jezika: itutang.
a4. Grass (5) :
a. Banaro (1) :banaro.
b. Grass vlastiti (4) :abu, ambakich, gorovu; ap ma, izdvojen u skupinu Kambot.
a5. Ruboni (8) :
a. Misegian (3) :aruamu, kire, sepen.
b. Ottilien (5) : awar, borei, bosngun, kaian, watam.
b) Yuat-Langam (9) Danas podijeljena na posebne porodice mongol-langam i yuat: 
a. Mongol-Langam (3) :langam, mongol, yaul.
b. Yuat-Maramba (6) :
b1. Maramba (1) :maramba.
b2. Yuat (5) :biwat, bun, changriwa, kyenele,  mekmek.
Jezik ap ma je izdvojen u posebnu skupinu, a arafundi postaje posebna porodica, 

## Vanjske poveznice
- Ethnologue (14th)